# Antonio Jesús Vázquez Muñoz
Antonio Jesús Vázquez Muñoz, kurz Jesús Vázquez (* 18. Januar 1980 in Santa Olalla del Cala, Huelva) ist ein spanischer Fußballspieler.

## Spielerkarriere
Jesús Vázquez startete seine Karriere als Profifußballer in der spanischen Segunda División beim FC Extremadura. Dort spielte er drei Jahre regelmäßig im Mittelfeld. Anschließend ging er 2002 zum Liga-Konkurrenten CD Teneriffa. Nach vier Jahren zwar mit einem Stammplatz, aber immer wieder dem verfehlten Aufstieg verließ Jesús Vázquez im Sommer 2006 die Kanarier, um beim Erstliga-Aufsteiger Recreativo Huelva anzuheuern. Auch bei seinem Heimatverein ist er Stammspieler.